# Peñas Altas
Peñas Altas är en bergstopp i Spanien.   Den ligger i provinsen Província de Barcelona och regionen Katalonien, i den nordöstra delen av landet, 500 km öster om huvudstaden Madrid. Toppen på Peñas Altas är 2 247 meter över havet, eller 321 meter över den omgivande terrängen. Bredden vid basen är 5,7 km.
Terrängen runt Peñas Altas är kuperad åt sydväst, men åt nordost är den bergig. Peñas Altas ligger uppe på en höjd som går i öst-västlig riktning.Runt Peñas Altas är det ganska glesbefolkat, med 27 invånare per kvadratkilometer. Närmaste större samhälle är Puigcerdà, 15,6 km nordost om Peñas Altas. I omgivningarna runt Peñas Altas växer i huvudsak blandskog.